# Eduardo Jimeno Correas
Eduardo Jimeno Correas (Saragossa, 22 de febrer de 1870 - Madrid, 30 d'octubre de 1947) va ser un dels pioners del cinema espanyol.

## Biografia
Fill d'Eduardo Jimeno Peromarta.
Va ser administratiu a l'Ajuntament de Saragossa. Més tard juntament amb el seu pare va adquirir una barraca de fira amb la qual van recórrer Espanya, França i Portugal amb espectacles visuals com a panorames i figures de cera.
En 1895 Eduardo Jimeno Peromarta i el seu fill Eduardo Jimeno Correas van viatjar a París i van comprar un aparell Vernée que va resultar ser una estafa.
En 1897 el seu pare Eduardo Jimeno Peromarta va viatjar des de Burgos a Lió i va comprar per 2.500 francs un aparell dels Lumière i diverses pel·lícules. L'aparell servia com a filmadora i com a projector.
El setembre del 1896, Eduardo Jimeno Correas va arrendar a Saragossa un local en el número 27 del passeig de la Independència i va obrir el primer Saló de Cinema de la ciutat. El 14 de setembre de 1896 es va celebrar la primera sessió cinematogràfica. Les sessions duraven mitja hora i el preu de l'entrada era entre 50 cèntims i una pesseta.
El 15 de setembre de 1897 van publicar el següent anunci al Diari Mercantil:
| « | Al carrer Independència, número 27, s'exhibeix al públic un bonic espectacle, és a dir, la fotografia en moviment pel Cinematògraf, veritable meravella fi de segle. Els personatges d'aquests quadres estan animats d'un moviment continu natural, donant la perfecció a la imatge de la vida. Cada secció dura mitja hora, amb vuit vistes, i l'entrada costa 50 cèntims. | » |

Amb el Cinematògraf Lumière Eduardo Jimeno Corretges va filmar Salida de la misa de doce de la Iglesia del Pilar de Zaragoza damunt d'una escala de dues fulles i va revelar la pel·lícula en un petit laboratori que havia instal·lat a la Posada de Las Almas, situada al carrer de San Pablo. Van exhibir la pel·lícula al seu cinema.
La pel·lícula tenia una longitud de 12,40 metres i contenia 651 fotogrames. Durant anys es va creure que es va filmar l'11 d'octubre de 1896.
Però en 1996 Jon Letamendi va documentar en el seu llibre que Jimeno va comprar la càmera Lumière al juliol de 1897, per la qual cosa la filmació seria d'octubre de 1897.
Juan Carlos de la Madrid i Romà Gubern también afirmaron que la película era de 1897.
també van afirmar que la pel·lícula era de 1897.
Eduardo Jimeno Correas va rodar una segona versió de la sortida de missa en la qual públic saluda efusivament amb els seus barrets a la càmera. En 1994 la Filmoteca de Saragossa va restaurar la pel·lícula i la titular Saludos.
En 1906 es va establir a Madrid on ell i els seus descendents es van dedicar a l'exhibició cinematogràfica fins a la dècada de 1960.
A la fi de juliol de 2004, a Londres va ser subhastat un lot que contenia l'equip amb el qual es va rodar la pel·lícula Salida de la misa de doce de la Iglesia del Pilar de Zaragoza. Pertanyia a un descendent d'Eduardo Jimeno Correas. Va ser comprat per 129.000 euros per una persona vinculada a la casa Lumière. El lot contenia la càmera 212 i la 264 amb tres lents. Segons el seu número de sèrie ambdues van ser fabricades en 1896. En el lot s'incloïa un trípode, 6 pel·lícules i unes caixes de fusta de pi.

## Altres pioners
Altres pioners del cinema a Espanya van realitzar pel·lícules abans que Eduardo Jimeno Correas.
Probablement a l'abril de 1896 l'operador francès Alexandre Promio, enviat per la casa Lumière, va rodar la pel·lícula Dechargement d'un navire (Barcelona), que es va perdre.
Entre el 12 i 14 de juny de 1896 Alexandre Promio va rodar les seves escenes madrilenyes. Les cintes es van revelar i positivaron a Lió i es van exhibir a Madrid a partir de juliol de 1896.
José Sellier Loup va néixer en 1850 a Givors (França) i es va establir a La Corunya. Al maig de 1897 ja tenia una cambra Lumière.
El 20 de juny de 1897 José Sellier Loup va filmar Entierro del General Sánchez Bregua. També va filmar Plaza de la Mina (1897), Temporal en Riazor (1897) i San Jorge, salida de misa (1897).
El 1897 Francis Doublier va rodar una corrida de toros a Barcelona. També va rodar a Sevilla el 1898.

## Reconeixements

### Escultura a Saragossa

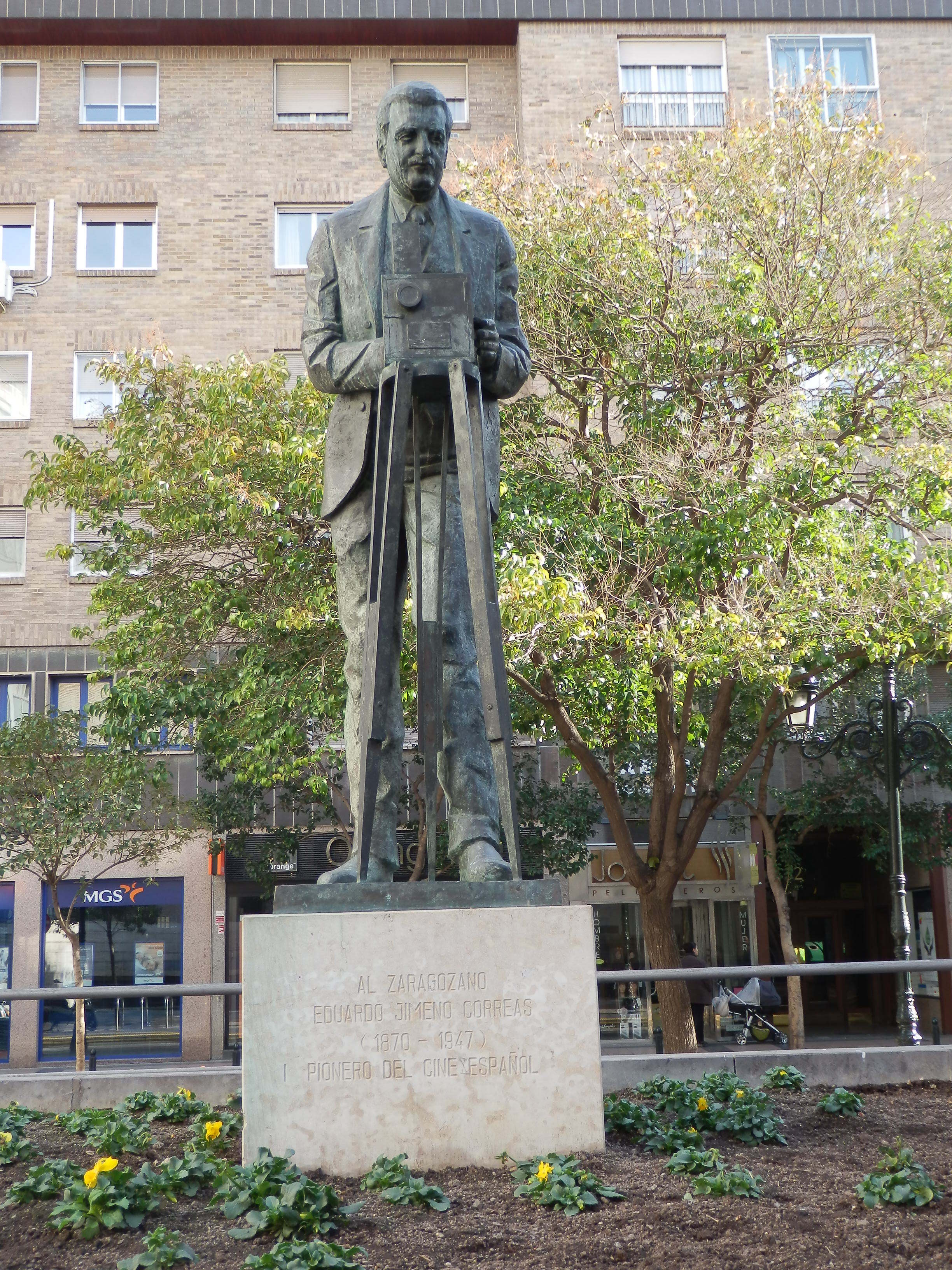
Estàtua d'Eduardo Jimeno Correas a Saragossa.

Amb motiu de la celebració del centenari del cinema a Espanya, l'Ajuntament de Saragossa va organitzar diverses activitats culturals com una gran gala del cinema espanyol i va decidir homenatjar a Eduardo Jimeno Corretges de manera permanent, erigint-li un monument.
L'11 d'octubre de 1996 es va inaugurar la seva estàtua a la plaça Ariño de Saragossa.
L'escultura està basada en documentació fotogràfica de l'època conservada pels seus hereus. La càmera representada respon completament a les característiques i proporcions de la qual originalment va utilitzar per a filmar la seva Sortida de missa de dotze del Pilar de Saragossa.
L'escultor Manuel Arcón va realitzar l'escultura en bronze fos i patinat i la va col·locar en un pedestal de pedra de Puebla de Albortón.
Es va considerar la possibilitat d'instal·lar-la en la plaça del Pilar, on s'havia realitzat la filmació original. Finalment es va instal·lar a uns 300 metres d'aquesta ubicació.

### Carrer a Saragossa
Té un carrre dedicat al barri Actur/Rey Fernando de Saragossa.